# Campionato Rondoniense 2024
Il Campionato Rondoniense 2024 è stata l'83ª edizione della massima serie del campionato rondoniense. La stagione è iniziata il 24 febbraio 2024 e si è conclusa il 5 giugno successivo.

## Stagione

### Novità
Al termine della stagione 2023, è retrocesso il Rondoniense. Dalla seconda divisione è salito, invece, il Vilhena.
Nell'ottobre del 2023, il Vilhenense ha annunciato la cessazione di ogni attività. Il Real Ariquemes è stato squalificato per due anni dalla federcalcio brasiliana, mentre il Guaporé ha rinunciato alla competizione per motivi economici, ripartendo dalle Segunda Divisão.
Complici tali defezioni, è stato ammesso dalla Segunda Divisão il Barcelona-RO.

### Formato
Le sei squadre si affrontano dapprima in una prima fase, composta da un unico girone da sei squadre. Le prime quattro classificate di tale girone, accederanno alla seconda fase che decreterà la formazione vincitrice del campionato. Non sono previste retrocessioni.
La formazione vincitrice del campionato, potrà partecipare alla Série D 2025, alla Coppa del Brasile 2025 e alla Copa Verde 2025. La seconda classificata, solo alla Coppa del Brasile.

## Risultati

### Prima fase
|  | Pos. | Squadra          | Pt | G  | V | N | P | GF | GS | DR  |
|  | ---- | ---------------- | -- | -- | - | - | - | -- | -- | --- |
|  | 1.   | Porto Velho      | 22 | 10 | 7 | 1 | 2 | 20 | 9  | +11 |
|  | 2.   | Barcelona-RO     | 16 | 10 | 4 | 4 | 2 | 14 | 9  | +5  |
|  | 3.   | União Cacoalense | 13 | 10 | 3 | 4 | 3 | 7  | 6  | +1  |
|  | 4    | Vilhena          | 13 | 10 | 3 | 4 | 3 | 12 | 14 | -2  |
|  | 5.   | Ji-Paraná        | 11 | 10 | 3 | 2 | 5 | 6  | 12 | -6  |
|  | 6.   | Genus            | 6  | 10 | 1 | 3 | 6 | 9  | 18 | -9  |

Legenda:
      Ammessa alla seconda fase.
      Retrocessa in Segunda Divisão 2025.
Note:
Tre punti a vittoria, uno a pareggio, zero a sconfitta.

### Seconda fase
|  | Semifinale | Semifinale       | Semifinale | Semifinale | Semifinale |  |  | Finale | Finale       | Finale | Finale | Finale |  |
|  |            |                  |            |            |            |  |  |        |              |        |        |        |  |
|  | 3          | União Cacoalense | 0          | 0          | 0          |  |  |        |              |        |        |        |  |
|  | 2          | Barcelona-RO     | 1          | 1          | 2          |  |  | 2      | Barcelona-RO | 0      | 0      | 0      |  |
|  | 4          | Vilhena          | 2          | 2          | 4          |  |  | 1      | Porto Velho  | 1      | 0      | 1      |  |
|  | 1          | Porto Velho      | 5          | 1          | 6          |  |  |        |              |        |        |        |  |